# Póliza de crédito
La póliza de crédito es la forma instrumental de la operación financiera por la que una entidad financiera otorga a la empresa el derecho a endeudarse hasta una determinada cantidad durante un período prefijado.
La entidad financiera pone a disposición cierta cantidad de dinero, de la cual se podrá disponer hasta ese límite, de forma que solo se pagarán los intereses por las cantidades efectivamente dispuestas y no por la totalidad del crédito concedido. Las pólizas de crédito se articulan por medio en una cuenta corriente (de crédito) y es habitual referirse a ellas también como cuentas de crédito.
Es por tanto un instrumento financiero adecuado para cubrir las necesidades de fondos a corto plazo (los vencimientos acostumbran a ser entre seis meses y dos años, aunque también es común operaciones a más largo plazo con vencimientos prorrogables tácitamente si no hay denuncia previa del contrato por las partes). También forma parte de la práctica bancaria pactar rebajas intermedias del límite disponible de la póliza de crédito. No es extraño encontrar plazos más largos en aquellos casos que se realizan con garantía real (hipoteca o prenda).
Dadas las características de los créditos, se utilizan para financiar parte del ciclo a corto plazo o ciclo de explotación de las empresas: una parte de la inversión en activo corriente es financiada por los proveedores cuando conceden a la empresa la posibilidad de aplazar el pago de las compras, el resto de la inversión a corto plazo se puede financiar mediante la póliza de crédito (todo y que, claro está, siempre puede haber alternativas de financiación a corto como son los recursos propios, el descuento comercial, el factoring, el préstamo, los mercados monetarios para las grandes empresas y un largo etcétera).